# Wettbewerbspolitik
Die Wettbewerbspolitik ist ein Teilbereich der staatlichen Ordnungs- und Wirtschaftspolitik, welche im Interesse der Verbraucher sowie aller Unternehmen (unabhängig von Größe und Rechtsform) einen funktionsfähigen, möglichst unbeschränkten Wettbewerb zu gewährleisten und nachhaltig zu sichern versucht.

## Abgrenzung
Anders als die auf wenige Sektoren ausgerichtete Regulierungspolitik, die das allokative Marktversagen unterbinden möchte, hat die auf Märkte gerichtete Wettbewerbspolitik das Ziel wettbewerbsbeeinträchtigendes Verhalten zu verhindern. Die Regulierungspolitik greift beispielsweise in Sektoren ein, in welchen der Preis zwischen Verkäufer und Käufern nicht frei verhandelt werden kann und durch den Staat genehmigt werden muss (z. B. Strompreise). Alle indirekten staatlichen Maßnahmen, welche für am Markt beteiligte die gleichermaßen geltenden Rahmenbedingungen darstellen, zählen somit nicht zur Regulierungspolitik und würden im speziellen Fall des Kartellverbots zur Wettbewerbspolitik zählen.

## Leitbilder
Die wichtigsten und zugleich wirtschaftspolitisch prägendsten Leitbilder sind die Neoklassische Theorie, die Freiburger Schule (Ordoliberalismus), das Konzept der Wettbewerbsfreiheit, das Konzept des funktionsfähigen Wettbewerbs und in ablehnender Haltung die Chicagoer Schule.

### Klassischer Liberalismus
Im klassischen Liberalismus existiert weder Wettbewerbspolitik, noch die Einsicht in deren Notwendigkeit. Während einer Auseinandersetzung im 18. Jahrhundert mit dem Merkantilismus stellte Adam Smith, die These auf, dass der Einzelne durch seinen natürlichen Antrieb den gesellschaftlichen Wohlstand deutlicher fördern könne als dies durch staatlicher Seite anhand von Wirtschaftspolitik und Dirigismus möglich sei. Dabei sah Smith vor, dass sich der Staat auf die Schaffung von Infrastruktur (Straßen, Brücken, Häfen, Postwesen usw.) sowie Recht und Ordnung konzentriere. Ein Wettbewerbsschutz bleibt in der These von Smith unerwähnt, jedoch sieht er eine Abschaffung von Zünften, Zöllen und staatlich rechtlicher Monopole vor.

### Neoklassik
Das Leitbild der Neoklassik beschreibt ein Umfeld von vollkommener Konkurrenz und einem allgemeinen Gleichgewicht, welches von der Homogenität der Güter, von unendlich hoher Reaktionsgeschwindigkeit, von der Abwesenheit von Präferenzen, von vollständiger Markttransparenz und Märkten ohne Austritts- und Zutrittsschranken ausgeht. Das Leitbild sieht vor, dass ein statisches Marktgleichgewicht resultiert, bei welchem die am Markt angebotene Menge der Nachfrage entspricht, der wertmäßige Umsatz und die umgesetzte Menge maximal sind, der gesamte Wettbewerb die „richtige“ Auslese trifft und die Anbieter ein Gewinnmaximum erzielen. Die Bedingungen des Leitbildes stimmen jedoch äußerst selten mit der Realität überein (bsp. Finanzmärkte).

### Freiburger Schule (Ordoliberalismus)
Im Ordoliberalismus stellten Walter Eucken und Franz Böhm einen Gesamtzusammenhang zwischen staatlicher, gesellschaftlicher und wirtschaftlicher Ordnung her, in welcher die Gestaltung der Wettbewerbsordnung zur Kernfrage wird. Anders als bei der „vollkommenen“ Konkurrenz stehen bei der von Eucken und Böhm beschriebenen „vollständigen“ Konkurrenz nicht die Meidung von marktwirtschaftsfeindlichen Maßnahmen oder die Optimierung von preistheoretischen Modelle im Vordergrund. Der Kerngedanke der Freiburger Schule zielte dabei vielmehr in wettbewerblichen Strukturen und weniger auf exakte Auswirkungen auf den Wettbewerb. Des Weiteren nahm der Ordoliberalismus starken Einfluss auf das deutsche Kartellrecht und aufgrund seiner Stellung innerhalb der Generaldirektion Wettbewerb auch auf das europäische Kartellrecht.

### Das Konzept der Wettbewerbsfreiheit (Neuklassik)
Friedrich August von Hayek und Erich Hoppmann sahen in ihrer Theorie die Wettbewerbsfreiheit unter dem Gesichtspunkt Freiheit als Abwesenheit von Zwang durch andere und Freiheit als Abwesenheit von Beschränkungen des Tauschverkehrs durch Marktteilnehmer. Einschränkungen des Freiheitsbereichs von Marktbeteiligten sollen dabei nur durch entsprechende Marktleistung möglich sein, wodurch künstliche Wettbewerbsbeschränkungen durch den Staat zu verhindern sind. Zur Absicherung der Wettbewerbsfreiheit, soll das Kartellrecht dienen. Für die Gestaltung der staatlichen Wettbewerbspolitik sehen Hayek und Hoppmann eine Differenzierung zwischen künstlichen (willkürlichen) und natürlichen Einschränkungen vor, aus welchen sich wiederum verschiedene „Sektoren“ der Wettbewerbspolitik ableiten lassen.

### Das Konzept des funktionsfähigen Wettbewerbs (Harvard-Schule)
Kommend von einer vollständigen Konkurrenz, stellte John Maurice Clark die These auf, dass das Hinzukommen von Unvollkommenheiten zu reell bestehenden Unvollkommenheiten den Wettbewerb funktionsfähiger machen könnten („Gegengiftthese“), als durch Reduzierung der bestehenden Unvollkommenheiten. Aufbauend auf den Untersuchungen von Maison (1939) und Clark (1940) hat Joe Bain als erster den Zusammenhang zwischen der „rate of return“ und der Marktstruktur untersucht. Zudem stellte Bain die These auf, dass konzentrierte Unternehmen dazu neigen den Wettbewerb abzubauen um deren eigene Marktposition zu halten und die Marktzutrittsschranken die Disziplinierung durch potenzielle Wettbewerber nur verhindern würden.

### Die Chicago-Schule
Vertreter der Chicagoer Schule wie Richard Posner, Harold Demsetz und George Stigler lehnen das Marktstruktur-Marktverhalten-Marktergebnis-Paradigma ab und greifen auf die neoklassische Preistheorie zurück. Zudem lehnen sie staatliche Eingriffe in Marktstruktur und Marktverhalten ab, da sie überzeugt sind, dass Monopole in verdienter Weise, aufgrund überlegener Effizienz („survival of fittest“) entstehen und die einzige Ursache für langlebige Monopole nur der Staat sein könne. Sie glauben, dass die Kosten zur Monopolerhaltung in einer freien Marktwirtschaft stets ausreichend groß seien, um langfristige Monopole automatisch verschwinden zu lassen, und überdies hätten monopolistische Marktstrukturen kaum negative Auswirkungen. Die ideale staatliche Wettbewerbspolitik besteht dieser Schule zufolge in vollständiger Untätigkeit.

## Ziele
Das Hauptziel der Wettbewerbspolitik besteht darin, volkswirtschaftlich oder sozial schädliche Auswirkungen von unlauterem oder wettbewerbsbeschränkenden Verhalten zu verhindern. Zu letzteren gehören insbesondere Kartelle, bestimmte Fusionen sowie der Missbrauch von Marktmacht. Ein weiteres Ziel der Wettbewerbspolitik ist es eine gerechte Einkommensverteilung zu ermöglichen, indem ein Rahmen geschaffen wird, wodurch Einkommensunterschiede allein durch Leistungsunterschiede zustande kommen.

## Die deutsche Wettbewerbspolitik

### Geschichte
In Deutschland herrschte lange Zeit die Meinung, dass Kartelle ein gutes Instrument seien um eine Instabilität der Preise, die zum Beispiel durch Preiskriege entstehen kann, zu kontrollieren. Erst im Jahre 1923 wurde eine staatliche Kartellaufsicht eingerichtet. Das heute geltende Gesetz gegen Wettbewerbsbeschränkungen (GWB) existiert seit 1958. Mit ihm wurde das Bundeskartellamt und das Verbot von Kartellen eingeführt. Ebenfalls zum deutschen Wettbewerbsrecht gehört das aus 1909 stammende Gesetz gegen den unlauteren Wettbewerb (UWG), welches Mitbewerber, Verbraucher und andere Marktteilnehmer vor unlauterem und verfälschtem Wettbewerb schützt.

### Träger
Die deutsche Wettbewerbspolitik in ihrer Form als Ordnungspolitik stützt sich auf die gesetzlichen Instrumente, wodurch alle drei Staatsgewalten wettbewerbspolitische Verantwortung tragen. Die Legislative (Bundestag und Bundesrat) ist für die Formulierung und politische Gestaltung der Wettbewerbsgesetze verantwortlich. Die Judikative (Kartellsenate) ist für das Wettbewerbsbeschwerderecht zuständig und die Exekutive (Kartellbehörden) gewährleisten die Einhaltung wettbewerbsrechtlicher Vorschriften. Die Bundesregierung als Hauptträger der Wettbewerbspolitik hingegen sorgt für die Einhaltung, Überprüfung und Weiterentwicklung der wettbewerbspolitischen Grundsätze und Rechtsnormen und wirkt an der Gestaltung der europäischen Wettbewerbspolitik mit.

### Instrumente
Die wettbewerbspolitischen Instrumente, die hinsichtlich Durchsetzung und Aufrechterhaltung von Wettbewerb Verwendung finden, lassen sich in sechs Gruppen aufteilen. Zu dieser ersten Gruppe zählen die gesetzliche Vorschriften zur Verhinderung von unlauteren und sittenwidrigen Verhaltens der Marktteilnehmer. Die zweite Gruppe bilden die Instrumente zum Abbau nicht-willkürlicher Wettbewerbsbeschränkungen, welche Maßnahmen zur Erhöhung der Markttransparenz oder zur Förderung kleinerer und mittlerer Unternehmen umfassen. Die dritte Gruppe von Maßnahmen konzentriert sich auf wettbewerbspolitische Instrumente in Form willkürlicher Wettbewerbsbeschränkungen des Staates, wodurch die Voraussetzungen für das Ausschalten oder die Behinderung von Konkurrenten geschaffen wird. Die vierte Gruppe beinhaltet alle Instrumente der Kartellpolitik, welche Absprachen die zur Wettbewerbshinderung führen, ausschalten. Die fünfte Gruppe hat zum Ziel den Missbrauch einer marktbeherrschenden Rolle zu verhindern. Mit den Instrumenten der Zusammenschlusskontrolle (Fusionskontrolle) soll schließlich verhindert werden, dass aus Unternehmenszusammenschlüssen willkürliche Beschränkungen des Wettbewerbs entstehen.

#### Das allgemeine Kartellverbot (§ 1 GWB)
Das allgemeine Kartellverbot hat zur Aufgabe Vereinbarungen und aufeinander abgestimmte Verhaltensweisen zwischen Unternehmen, welche Wettbewerb verhindern, einschränken oder verfälschen, zu unterbinden.

#### Missbrauchsverbot bei Marktbeherrschung (§ 19 GWB)
Das Missbrauchsverbot hat zur Aufgabe alle aus einer marktbeherrschenden Stellung heraus resultierenden missbräuchlichen Ausnutzungen zu verhindern. Hierzu können die Forderung von hohen oder abweichenden Entgelten, die Beeinträchtigung von Wettbewerbsmöglichkeiten anderer Marktteilnehmer und die Verweigerung von Zugang zu Netzen oder Infrastruktureinrichtungen, zählen.

#### Diskriminierungs- und Behinderungsverbot (§ 20 GWB)
Das Verbot von Diskriminierungen und unbilligen Behinderungen gilt vor allem für marktbeherrschende und am Markt mit überlegener Marktmacht auftretende Unternehmen. Das Gesetz sieht vor, dass marktbeherrschende Unternehmen ein anderes Unternehmen weder unbillig behindern noch unterschiedlich behandeln, Abhängigkeiten von kleineren und mittleren Unternehmen nicht ausnutzen und andere Unternehmen nicht dazu auffordern Vorteile zu gewähren.

#### Boykottverbot und Verbot sonstigen wettbewerbsbeschränkenden Verhaltens (§ 21 GWB)
Im § 21 des GWB wird geregelt, dass Unternehmungen und Vereinigungen von Unternehmen nicht zu Liefersperren oder Bezugssperren auffordern, keine Nachteile androhen oder zufügen, keine Vorteile versprechen oder gewähren, keinen Zwang hinsichtlich Beitritt zu einer Vereinbarung ausüben, sich im Markt nicht gleichförmig verhalten und keinem anderen wirtschaftlichen Nachteil zuzufügen dürfen, weil er ein Einschreiten der Kartellbehörde beantragt oder angeregt hat.

#### Anerkennung von Wettbewerbsregeln (§ 24 GWB)
Laut §24 GWB können Wirtschafts- und Berufsvereinigungen jederzeit bei der Kartellbehörde einen Antrag auf Anerkennung von Wettbewerbsregeln stellen. Sollten die eingereichten Wettbewerbsregeln anerkannten werden, haben sie den Charakter freiwilliger Spielregeln für den Wettbewerb, die für alle an der Vereinigung beteiligten Unternehmen in gleicher Weise gelten sollen. Der Unterschied zu den staatlichen Spielregeln liegt darin, dass deren Einhaltung nicht durch Sanktionsmittel erzwungen werden kann.

#### Sonderregelungen für die Landwirtschaft (§ 28 GWB)
Sofern keine (horizontale) Preisbindungen und wettbewerbsausschließende Maßnahmen beabsichtigt werden, ist für landwirtschaftliche Erzeugerbetriebe und deren Vereinigungen das Kartellverbot (§ 1 GWB) ungültig. Ebenso ungültig wird das Kartellverbot bei vertikalen Preisbindungen, welche die Sortierung, Kennzeichnung oder Verpackung von landwirtschaftlichen Erzeugnissen betreffen.

#### Vertikale Preisbindungen bei Zeitschriften und Zeitungen (§ 30 GWB)
Unternehmen, die Zeitungen und Zeitschriften herstellen können nach dem Gesetz der vertikalen Preisbindung die Abnehmer dieser Erzeugnisse rechtlich oder wirtschaftlich binden, bei der Weiterveräußerung dieser bestimmten Preise zu vereinbaren oder ihren Abnehmern die gleiche Bindung bis zur Weiterveräußerung an den letzten Verbraucher aufzuerlegen.

#### Zusammenschlusskontrolle (§ 37 GWB)
Die Zusammenschlusskontrolle (auch Fusionskontrolle genannt) ist ein Instrument das zum Ziele hat die übermäßige Konzentration von unternehmerischer Macht zu unterbinden.

#### Regelung der Vergabe öffentlicher Aufträge (§ 97 GWB)
In § 97 regelt das GWB die Vergabe von öffentlichen Aufträgen (z. B. Beschaffung von Waren, Bau- und Dienstleistungen) im Wettbewerb und stellt ein transparentes Vergabeverfahren sicher.
Dabei gelten die Grundsätze der Gleichbehandlung der Teilnehmer, die Berücksichtigung Mittelständische Interessen und die Vergabe der Aufträge an fachkundige, leistungsfähige sowie zuverlässige Unternehmen.

## Die europäische Wettbewerbspolitik

### Geschichte
Die Grundlage für die europäische Wettbewerbspolitik wurde im Montanunionsvertrag von 1951 und in den Römischen Verträgen zur Gründung der Europäischen Wirtschaftsgemeinschaft (EWG) von 1957 gelegt. Die Wettbewerbspolitik der Europäischen Gemeinschaft wurde von den gleichen Vorstellungen geprägt, die für die deutsche Wettbewerbspolitik maßgebend waren. Inzwischen hat das europäische Recht ein immer größeres Gewicht erlangt und beginnt, auf das nationale Recht der Mitglieder der Europäischen Union (EU) zurückzuwirken, so dass innerhalb der EU eine Tendenz zur Vereinheitlichung der Wettbewerbspolitik zu verzeichnen ist.

### Träger
Die europäische Kommission mit der Generaldirektion „Wettbewerb“ als Hauptträger der europäischen Wettbewerbspolitik verfügt ähnlich wie das Bundeskartellamt über das Auskunfts- und Untersagungsrechte sowie dem Recht der Bußgeldverhängung.

### Instrumente
Die europäische Wettbewerbspolitik verfolgt die Zielsetzung, ein „System (zu errichten), das den Wettbewerb innerhalb des Binnenmarkts vor Verfälschung schützt“. Das europäische Wettbewerbsrecht beruht dabei auf vier Säulen, von welchen die ersten drei auch im deutschen Wettbewerbsrecht verankert sind: (1) Kartellverbot (mit Ausnahmen), (2) Missbrauchsverbot für marktbeherrschende Unternehmen und (3) Fusionskontrolle. Die vierte Säule (4) Bekämpfung staatlicher Wettbewerbsbeschränkungen verfolgt dabei das Ziel der Marktintegration, indem sie sich gegen staatliche Wettbewerbsbeschränkungen und -verzerrungen, die von den Mitgliedstaaten durch unterschiedliche staatliche Monopole, Monopolrechte, Bevorzugung öffentlicher Unternehmen, Zulassung von Ausnahmebereichen, staatliche Subventionen und Beihilfen ausgehen, richtet. Die Gegenüberstellung der deutschen und europäischen Instrumente ist in nachstehender Tabelle dargestellt.
| Regelung                                             | Gesetz gegen Wettbewerbsbeschränkungen (GWB)                                                | Europäisches Wettbewerbsrecht                                                                               |
| ---------------------------------------------------- | ------------------------------------------------------------------------------------------- | --- |
| Kartellverbot mit Freistellungsmöglichkeiten         | § 1 GWB Kartellverbot (seit 1957) § 2 Freigestellte Vereinbarungen § 3 Mittelstandskartelle | Artikel 101 AEUV                                                                                            |
| Missbrauchsverbot für marktbeherrschende Unternehmen | § 19 GWB                                                                                    | Artikel 102 AEUV                                                                                            |
| Fusionskontrolle                                     | §§ 35–43 GWB (seit 1973)                                                                    | EG-FKVO 139/2004                                                                                            |
| Bekämpfung staatlicher Wettbewerbsbeschränkungen     |                                                                                             | Artikel 106 AEUV: Staatliche Monopole und öffentliche Unternehmungen Artikel 107 AEUV: Staatliche Beihilfen |

#### Staatliche Beihilfenkontrolle (Art. 106–107 AEUV)
Als Beihilfe gelten von den Mitgliedstaaten gewährte Leistungen, welche in Form von nicht rückzahlbaren Subventionen, günstigen Darlehen, Steuer-/Abgabenbefreiungen, Darlehensbürgschaften und Beteiligung von staatlichen Behörden an Unternehmen erfolgen können. Da die Mitgliedstaaten ohne Kontrolle, ihre Wirtschaft nach eigenem Gutdünken durch Subventionen, Steuerermäßigungen, Staatsbürgschaften, Vorzugskonditionen bei der Inanspruchnahme bestimmter Dienstleistungen fördern würden und folglich der Leistungswettbewerb auf dem Gemeinsamen Markt statt durch Zölle und nicht-tarifäre Handelshemmnisse durch mitgliedstaatliche Beihilfen verzerrt werden würde, sind Kontrollen zwingend erforderlich.